# Monument aux morts de Capellen

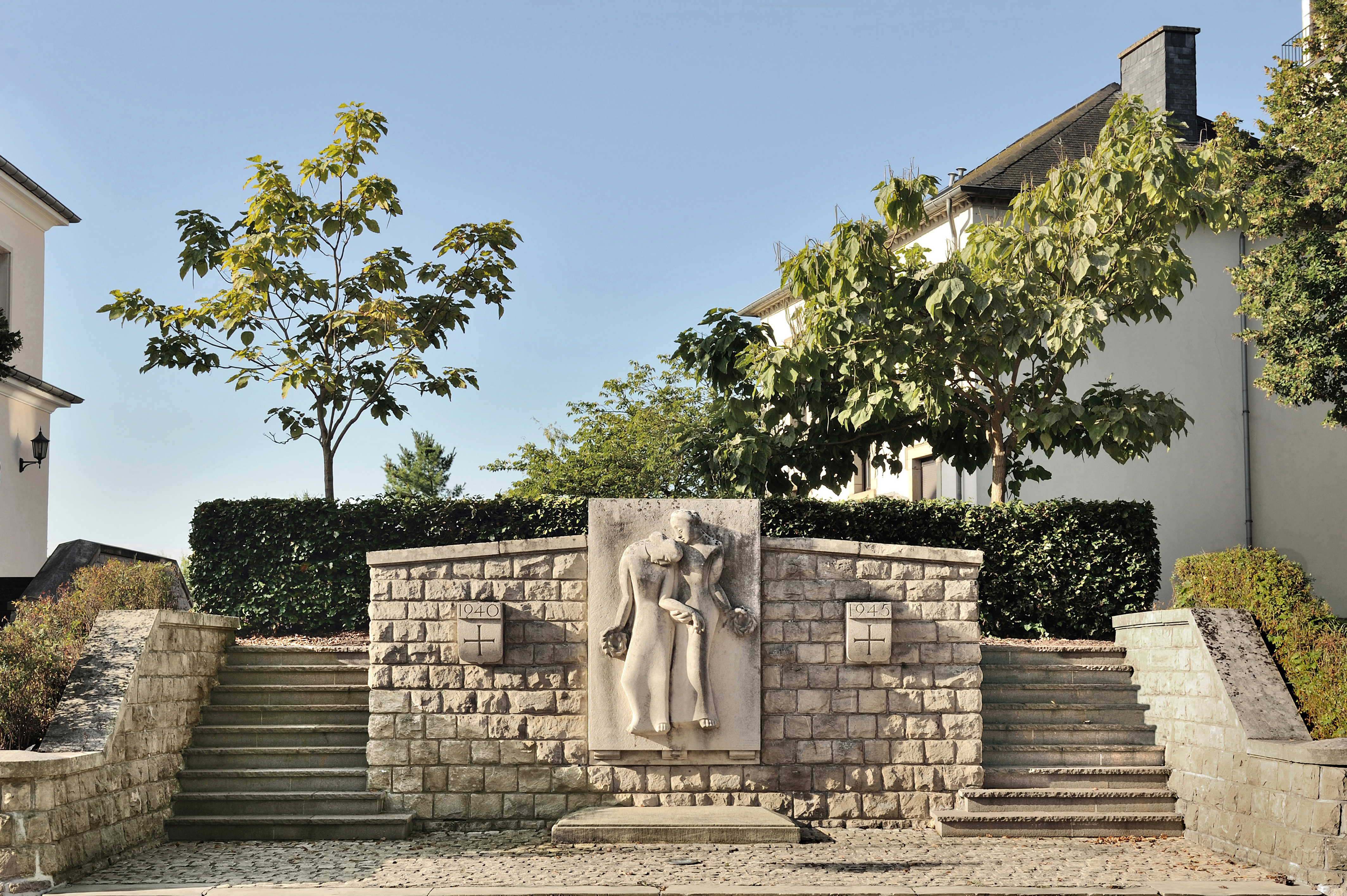
Le monument aux morts

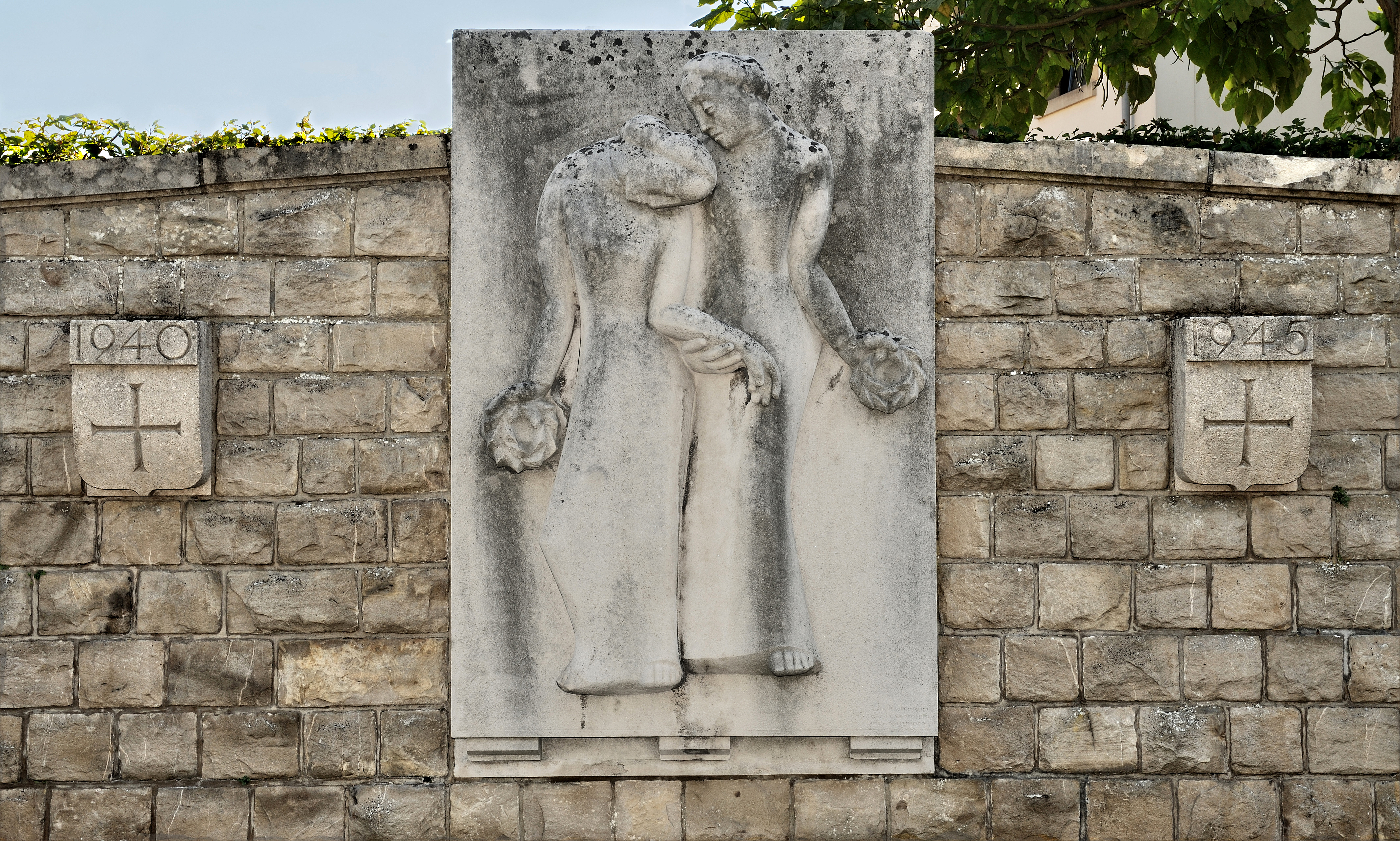
Relief de Lucien Wercollier

Le Monument aux morts de Capellen est un monument situé dans la localité luxembourgeoise de Capellen consacré à la mémoire des soldats luxembourgeois morts durant la Seconde Guerre mondiale.
Il se trouve le long de la route d'Arlon à côté de l'église de Capellen.
Le monument a été inauguré en 1953.
Il a été créé et réalisé par les frères Roger et Lucien Wercollier.

## Galerie

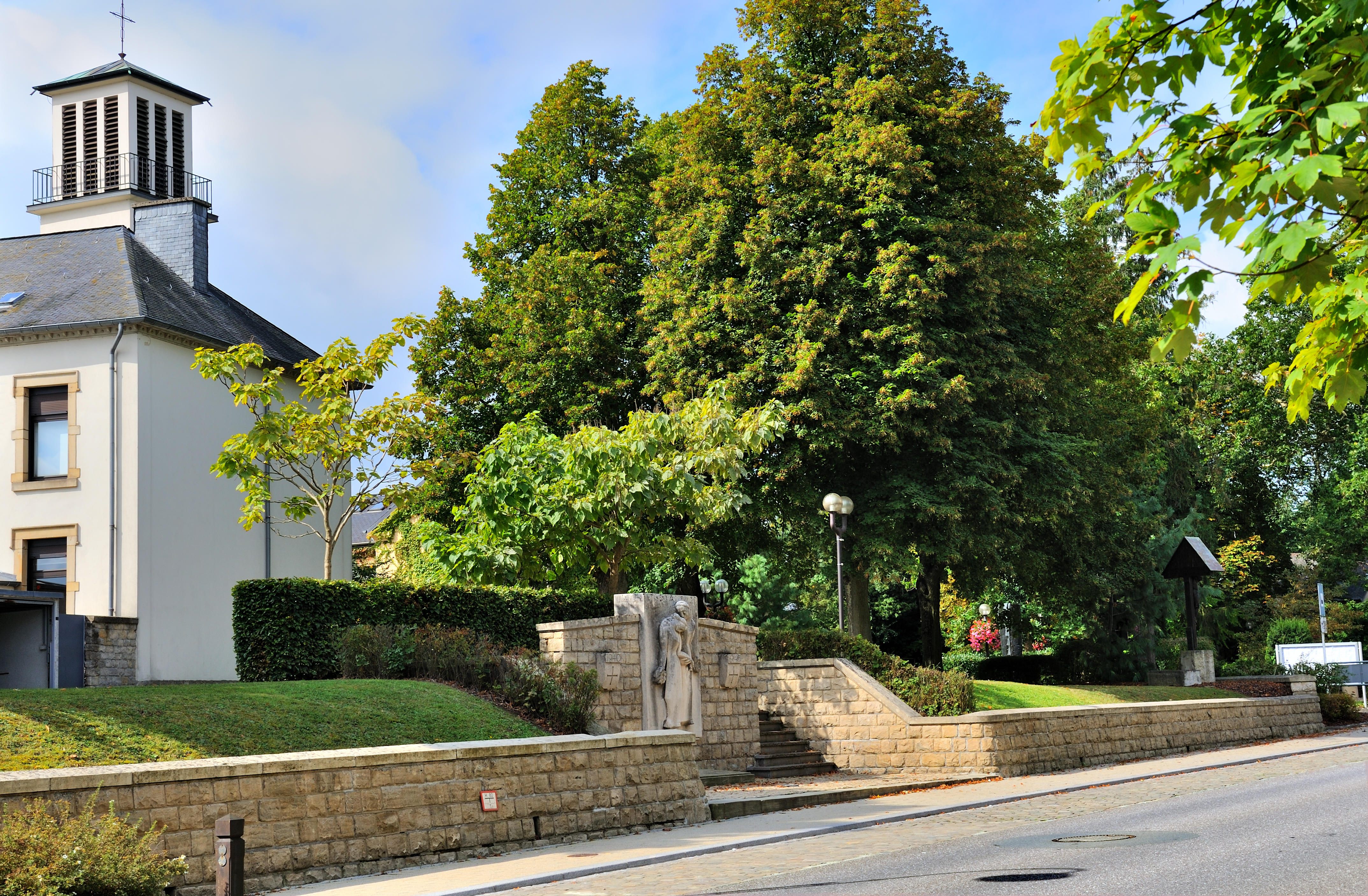
Le monument le long de la route nationale. En haut à gauche : l'église de Capellen
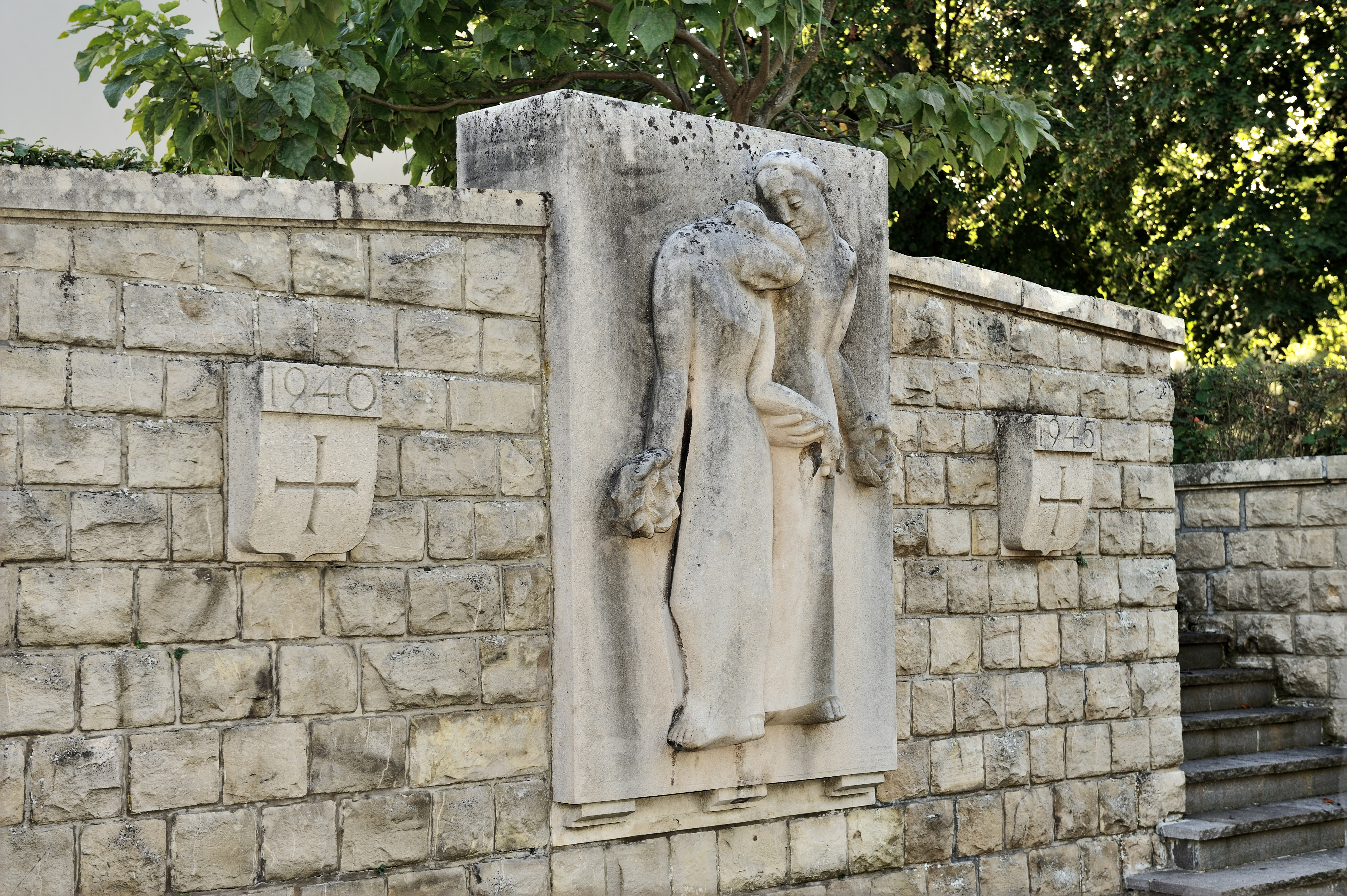
La pierre et son relief
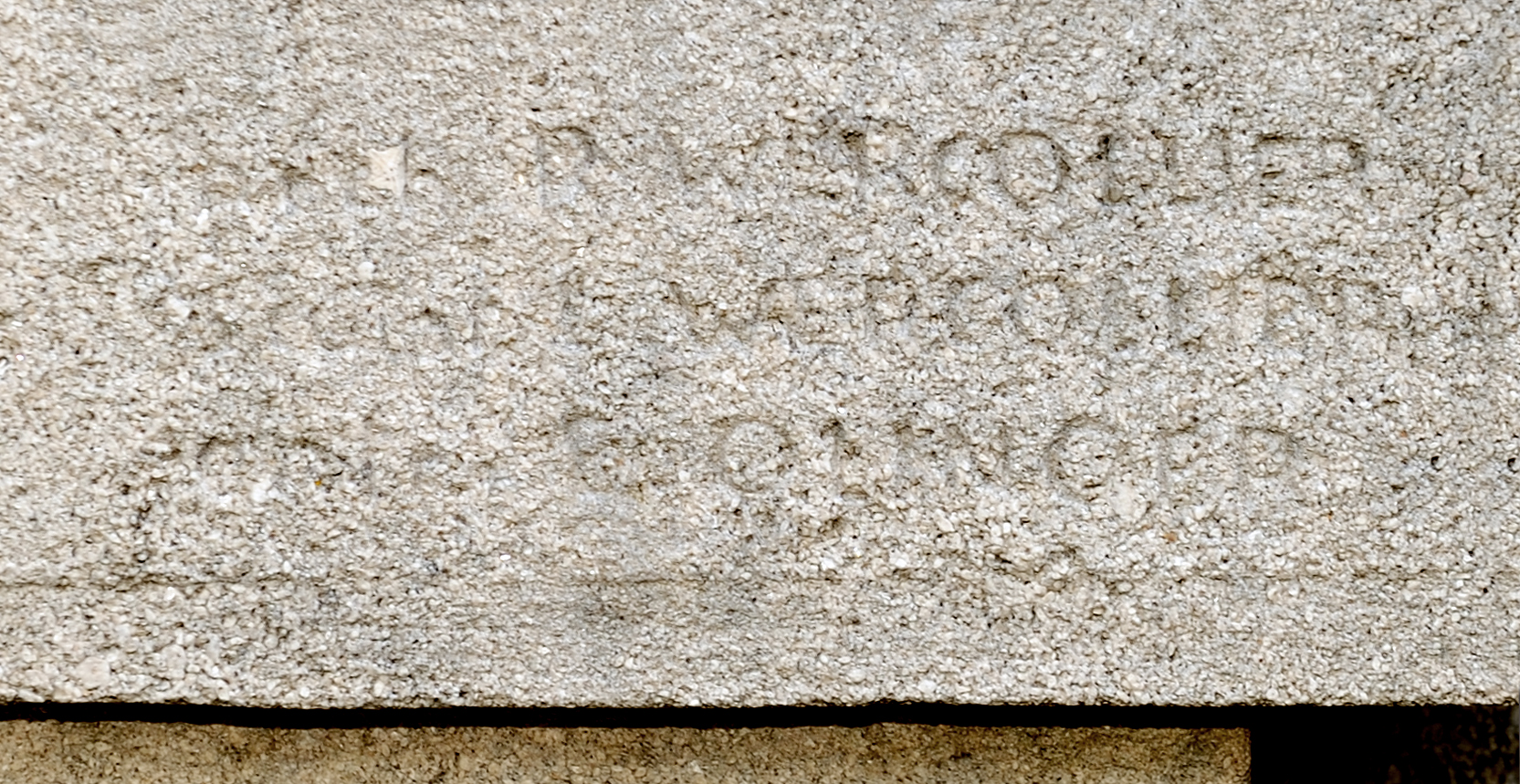
Les noms de l'architecte, du sculpteur et de l’entrepreneur